# Borys Mańkowski
Borys Mańkowski (ur. 13 października 1989 w Poznaniu) – polski zapaśnik i zawodnik mieszanych sztuk walki (MMA). W latach 2014–2017 międzynarodowy mistrz KSW w wadze półśredniej (do 77,1 kg) oraz były pretendent do międzynarodowego mistrzostwa KSW w wadze lekkiej (do 70,3 kg).

## Życiorys i początki w sztukach walki
Borys mając 6 lat został zaprowadzony przez mamę na pierwszy trening aikido. Mieszkał wówczas na Osiedlu Władysława Łokietka w Poznaniu, a niedaleko jego domu treningi aikido prowadził Karol Matuszczak, pionier brazylijskiego jiu-jitsu i MMA w Polsce. Mama Borysa motywowała go do trenowania sportów walki, gdyż sama uprawiła judo i karate. Jego ojciec również był judoką, zdobył nawet tytuł Wicemistrza Europy w tym sporcie.
W młodości wraz z członkami rodziny oglądał walki bokserskie Andrzeja Gołoty, które późnymi wieczorami były emitowane w telewizji. Przez krótki czas trenował kung-fu, by finalnie trafić na treningi zapasów w stylu klasycznym do klubu KS Sobieski Poznań. Od pierwszych chwil na macie dawał z siebie wszystko, dzięki czemu po roku mógł rywalizować z zawodnikami z dziesięcioletnim doświadczeniem. Często szukał nowych technik, które mógłby wykorzystać w walce, oglądając w Internecie walki najbardziej utytułowanych zawodników. Szukając informacji na temat najlepszych akcji zapaśniczych natrafił na te stosowane w UFC, najlepszej federacji MMA. W tamtym momencie miał ok. 16 lat, a formuła i poziom toczonych tam walk wywarł na nim na tyle duże wrażenie, że samodzielnie zaczął uczyć się z Internetu wybranych technik. Po dwóch latach trenowania zapasów znał już większość technik i mógłby jedynie je doskonalić. Mieszane sztuki walki były tym bardziej skomplikowanym sportem, dzięki czemu bardziej się zagłębił w ten temat i rozpoczął karierę MMA.

## Kariera w zapasach i grapplingu
Mańkowski jest medalistą wielu turniejów i zawodów zapaśniczych oraz grapplingowych na terenie Polski. Zwyciężał m.in. w międzynarodowym turnieju w zapasach o Puchar Sobieskiego w 2005 roku (kat. -66 kg) oraz w II mistrzostwach Polski w grapplingu w 2010 roku (kat.- 75 kg. seniorzy, no-gi). 18 lutego 2017 podczas gali „Poznań Fight Night” zremisował grapplerski pojedynek z przyjacielem Mateuszem Gamrotem. W lipcu 2021 roku został nominowany do czarnego pasa brazylijskiego ju jitsu.

## Kariera MMA

### Wczesna kariera
W latach 2006–2007 amatorsko walczył w MMA, uzyskując bilans trzech zwycięstw i jednej porażki.
Karierę w zawodowym MMA rozpoczął wygranym pojedynkiem z Tomaszem Jeruszką (29 marca 2008 roku).

### Turnieje i eliminacja
12 czerwca 2009 roku na gali XFS – X Fights Series 3 wygrał turniej wagi półśredniej (pokonał Jordana Błocha i Marka Chwalibogowskiego).
6 grudnia 2009 roku wziął udział w turnieju wagi lekkiej MMA Challengers 2. W ćwierćfinale znokautował już w pierwszej rundzie Bartosza Pietrowskiego. W półfinale poddał w tej samej rundzie Marka Sikorę. W finale przegrał z Marcinem Heldem.
5 lutego 2010 wystartował w zachodnioeuropejskich eliminacjach „M-1 Selection 2010”, jednak odpadł już w pierwszym etapie turnieju po porażce z Majrbiekiem Tajsumowem.
18 września 2010 roku wziął udział w ośmioosobowym turnieju wagi lekkiej organizacji Konfrontacja Sztuk Walki. W ćwierćfinale przegrał z triumfatorem turnieju, Finem Niko Puhakka.

### Quest Arena i MMA Attack
17 kwietnia 2011 roku na gali Quest Arena 2 pokonał jednogłośnie po trzech rundach Wiktora Sobczyka.
5 listopada 2011 na gali MMA Attack 1 stoczył pojedynek z byłym zawodnikiem UFC, pochodzącym z Polski, Niemcem Peterem Sobottą. Sędziowie po dogrywce orzekli niejednogłośną decyzją wygraną Mańkowskiego. 22 grudnia 2011 roku federacja MMA Attack zmieniła werdykt na remis, po pozytywnym rozpatrzeniu protestu teamu Sobotty.

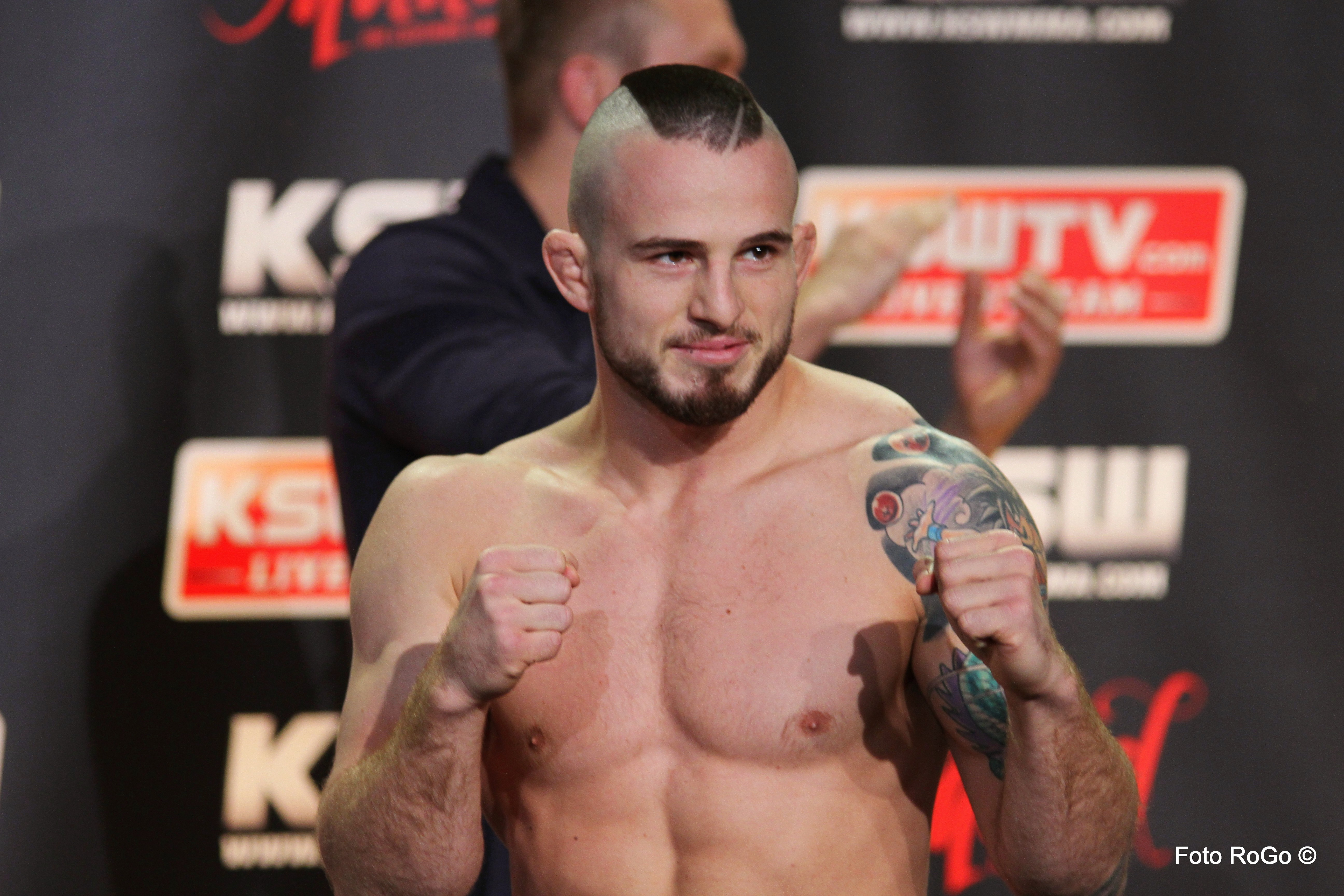
Mańkowski podczas oficjalnego ważenia przed galą KSW 30 (20.02.2015)

### Powrót do KSW
W 2012 roku ponownie związał się z Konfrontacją Sztuk Walki i jeszcze tego samego roku 12 maja stoczył zwycięską walkę na gali KSW 19: Pudzianowski vs. Sapp, pokonując na punkty Marcina Naruszczkę.
15 września na gali KSW 20: Symfonia Walki pokonał w walce eliminacyjnej o pas mistrzowski wagi półśredniej Rafała Moksa. Był to jego pierwszy pojedynek, który został nagrodzony bonusem za najlepszą walkę wieczoru.
1 grudnia 2012 roku na wydarzeniu KSW 21: Ostateczne Wyjaśnienie przegrał pojedynek z Asłambiekiem Saidowem o pas mistrzowski z powodu kontuzji nogi, którą spowodował niefortunny upadek przy jednym z obaleń Saidowa w 2. rundzie.
28 września 2013 na gali KSW 24: Starcie Gigantów zmierzył się po kontuzji z byłym rywalem Saidowa – Benem Lagmanem. Mańkowski zdominował boksersko Lagmana w pierwszej rundzie, a w drugiej znokautował go obszernym ciosem sierpowym, zmuszając sędziego do przerwania pojedynku.

#### Mistrz wagi półśredniej
17 maja 2014 podczas KSW 27: Cage Time stoczył rewanżowy pojedynek z Saidowem. Stawką pojedynku ponownie był pas mistrzowski wagi półśredniej. Pierwsza runda była wyrównana, w której przeważały wymiany bokserskie, w drugiej Mańkowski założył ciasne duszenie trójkątne nogami Saidowowi, z którego nie mógł uciec i ostatecznie odklepał, tracąc przy tym tytuł mistrza na rzecz Borysa Mańkowskiego.
Jeszcze w tym samym roku 6 grudnia obronił pas, pokonując przed czasem duszeniem trójkątnym rękoma Davida Zawadę podczas gali KSW 29: Reload. Dzięki tej wygranej otrzymał pierwszy bonus za poddanie wieczoru.
21 lutego 2015 na gali KSW 30: Genessis zmierzył się w limicie umownym do 80 kg z Mohsenem Baharim, którego wypunktował na przestrzeni trzech rund.
31 października 2015 w Londynie, podczas gali KSW 32: Road to Wembley poddał doświadczonego Amerykanina Jesse'ego Taylora duszeniem gilotynowym w pierwszej rundzie, broniąc drugi raz mistrzostwa KSW w wadze półśredniej. Dzięki tej efektownej wygranej został nagrodzony podwójnym bonusem finansowym - za poddanie i walkę wieczoru.
3 grudnia 2016 w swojej trzeciej obronie pasa na gali KSW 37: Circus of Pain zdominował boksersko oraz zapaśniczo byłego zawodnika UFC – Johna Maguire'a i po trzech rundach odniósł zwycięstwo, broniąc po raz trzeci pas mistrzowski. Mańkowski został nagrodzony przez KSW bonusem za występ wieczoru.
27 maja 2017 podczas gali KSW 39: Colosseum, która miała miejsce na Stadionie Narodowym PGE w Warszawie, przegrał po wyrównanej walce jednogłośnie na punkty z mistrzem KSW wagi średniej Mamedem Chalidowem. Walka nie miała statusu mistrzowskiego. Pojedynek został nagrodzony bonusem za najlepszą walkę wieczoru.
23 grudnia 2017 na KSW 41: Mańkowski vs. Soldić przegrał z Chorwatem – Roberto Soldiciem przez TKO w trzeciej rundzie, tracąc tym samym pas KSW wagi półśredniej.

#### Dalsze walki
23 marca 2019 na gali KSW 47: The X-Warriors przegrał pojedynek z zawodnikiem z Irlandii-północnej – Normanem Parke. Pojedynek nagrodzono bonusem za walkę wieczoru.
9 listopada na gali KSW 51: Croatia w Chorwacji powrócił na ścieżkę zwycięstw, poddając duszeniem anakondą Czarnogórca – Vaso Bakočevicia już w pierwszej rundzie. Starcie odbyło się w umownym limicie -73 kg. Kilka dni po tej walce Mańkowski został nagrodzony bonusem finansowym za najlepsze poddanie wieczoru.
11 lipca 2020 podczas gali KSW 53: Reborn pokonał jednogłośnie byłego mistrza KSW w wadze piórkowej Marcina Wrzoska. Mańkowski od tej walki powrócił na stałe do kategorii lekkiej.
19 grudnia 2020 na gali KSW 57: De Fries vs. Kita zwyciężył w podobny sposób jak poprzedni, wygrywając pojedynek nad innym byłym mistrzem wagi piórkowej, Arturem Sowińskim.
W walce wieczoru gali KSW 66: Ziółkowski vs. Mańkowski, która odbyła się 15 stycznia 2022 roku w Szczecinie, zmierzył się z Marianem Ziółkowskim o pas międzynarodowego mistrza KSW wagi lekkiej. Wyrównaną batalię przegrał po pięciu rundach werdyktem jednogłośnym.
18 czerwca 2022 w Toruniu na wydarzeniu KSW 71: Ziółkowski vs. Rajewski zawalczył z kolejnym byłym mistrzem KSW w wadze piórkowej, brazylijsko-austriackim – Danielem Torresem. Walka doczekała się do werdyktu sędziowskiego, po którym zwycięzcą walki został Torres. Pomimo porażki został nagrodzony bonusem w kategorii walka wieczoru.
Kolejną walkę stoczył 21 stycznia 2023 podczas gali XTB KSW 78: Materla vs. Grove 2. Jego rywalem został Mołdawianin, Valeriu Mircea. Przegrał przez nokaut w pierwszej odsłonie, po tym jak otrzymał od rywala latające kolano oraz uderzenia kończące walkę.

## Kariera bokserska
2 października 2021 na gali Fame 11: Fight Club w Gliwicach stoczył rewanżową walkę z Normanem Parke. Tym razem to starcie odbyło się na zasadach boksu w rękawicach do MMA z jedną 15 minutową rundą. Walka doczekała się do końcowego gongu, po którym na kartach punktowych jednogłośnie zwyciężył Mańkowski.

## Osiągnięcia i nagrody[53]

### Mieszane sztuki walki
- X Fights Series
  - 2009: X Fights Series – 1. miejsce w turnieju wagi półśredniej, kat 77,1 kg
- MMA Challengers
  - 2009: MMA Challengers 2 – finalista turnieju wagi lekkiej, kat 70,3 kg
- Herakles
  - 2012: Herakles w kategorii "Walka Roku 2011" (z Peterem Sobottą podczas gali MMA Attack 1)[54]
- Konfrontacja Sztuk Walki
  - 2014–2017: międzynarodowy mistrz KSW w wadze półśredniej, kat 77,1 kg
  - Bonus za walkę wieczoru (sześć razy) vs. Rafał Moks (2012)[18], Asłambiek Saidow (2014)[55], Jesse Taylor (2015)[29], Mamed Chalidow (2017)[34], Norman Parke (2019)[37],  Daniel Torres (2022)[47]
  - Bonus za poddanie wieczoru (trzy razy) vs. David Zawada (2014)[26], Jesse Taylor (2015)[29], Vaso Bakočević (2019)[40]
  - Bonus za występ wieczoru (raz) vs. John Maguire (2016)[31]

### Zapasy
- 2004: Ogólnopolski Turniej Mikołajkowy Młodzików w zapasach – 3. miejsce w kat. 66 kg, st. klasyczny
- 2004: Puchar Warmii i Mazur w zapasach – 2. miejsce w kat. 66 kg, st. klasyczny
- 2005: Międzynarodowy turniej o Puchar Sobieskiego w zapasach – 1. miejsce w kat. 76 kg
- 2005: 33 Memoriał im. Władysława Miazio – Puchar Polski Kadetów w zapasach – 3. miejsce w kat. 76 kg, st. klasyczny
- 2005: Puchar Polski Kadetów w zapasach – 2. miejsce w kat. 76 kg, st. klasyczny

### Grappling
- 2007: II Otwarty Puchar Polski ADCC – 3. miejsce w kat. 80 kg, juniorzy
- 2010: II Mistrzostwa Polski w grapplingu – 1. miejsce w kat. 75 kg, no-gi, seniorzy
- 2021: Czarny pas w brazylijskim jiu-jitsu[56]

## Lista zawodowych walk w MMA
| Wynik     | Bilans  | Przeciwnik (bilans przed walką)  | Rozstrzygnięcie                             | Runda | Czas | Rozgrywki                                   | Data       | Miejsce      | Uwagi |
| --------- | ------- | -------------------------------- | ------------------------------------------- | ----- | ---- | ------------------------------------------- | ---------- | ------------ | --- |
| Przegrana | 22-11-1 | Valeriu Mircea (27-8-1)          | KO (latające kolano i ciosy pięściami)      | 1     | 4:22 | XTB KSW 78: Materla vs. Grove 2             | 21.01.2023 | Szczecin     | |
| Przegrana | 22-10-1 | Daniel Torres (13-5)             | Decyzja (jednogłośna)                       | 3     | 5:00 | KSW 71: Ziółkowski vs. Rajewski             | 18.06.2022 | Toruń        | Bonus za walkę wieczoru. |
| Przegrana | 22-9-1  | Marian Ziółkowski (23-8-1. 1 NC) | Decyzja (jednogłośna)                       | 5     | 5:00 | KSW 66: Ziółkowski vs. Mańkowski            | 15.01.2022 | Szczecin     | Pojedynek o pas międzynarodowego mistrza KSW w wadze lekkiej. Main Event |
| Wygrana   | 22-8-1  | Artur Sowiński (21-11. 2 NC)     | Decyzja (jednogłośna)                       | 3     | 5:00 | KSW 57: De Fries vs. Kita                   | 19.12.2020 | Łódź         | |
| Wygrana   | 21-8-1  | Marcin Wrzosek (14-6)            | Decyzja (jednogłośna)                       | 3     | 5:00 | KSW 53: Reborn                              | 11.07.2020 | Warszawa     | Powrót do wagi lekkiej. Co-Main Event |
| Wygrana   | 20-8-1  | Vaso Bakočević (39-18-1)         | Poddanie (duszenie anakonda)                | 1     | 3:36 | KSW 51: Croatia                             | 09.11.2019 | Zagrzeb      | Limit umowny -73 kg. Bonus za poddanie wieczoru. Co-Main Event |
| Przegrana | 19-8-1  | Norman Parke (25-6-1. 1 NC)      | Decyzja (jednogłośna)                       | 3     | 5:00 | KSW 47: The X-Warriors                      | 23.03.2019 | Łódź         | Bonus za walkę wieczoru. |
| Przegrana | 19-7-1  | Roberto Soldić (12-2)            | TKO (przerwanie przez narożnik)             | 3     | 5:00 | KSW 41: Mańkowski vs. Soldić                | 23.12.2017 | Katowice     | Stracił pas międzynarodowego mistrza KSW w wadze półśredniej. Main Event |
| Przegrana | 19-6-1  | Mamed Chalidow (33-4-2)          | Decyzja (jednogłośna)                       | 3     | 5:00 | KSW 39: Colosseum                           | 27.05.2017 | Warszawa     | Superfight. Limit umowny -82 kg. Bonus za walkę wieczoru. Main Event |
| Wygrana   | 19-5-1  | John Maguire (24-8)              | Decyzja (jednogłośna)                       | 3     | 5:00 | KSW 37: Circus of Pain                      | 03.12.2016 | Kraków       | Obronił pas międzynarodowego mistrza KSW w wadze półśredniej. Bonus za występ wieczoru |
| Wygrana   | 18-5-1  | Jesse Taylor (29-12)             | Poddanie (duszenie gilotynowe)              | 1     | 3:02 | KSW 32: Road to Wembley                     | 31.10.2015 | Londyn       | Obronił pas międzynarodowego mistrza KSW w wadze półśredniej. Bonus za poddanie i walkę wieczoru. Co-Main Event                                                                            |
| Wygrana   | 17-5-1  | Mohsen Bahari (8-2)              | Decyzja (jednogłośna)                       | 3     | 5:00 | KSW 30: Genesis                             | 21.02.2015 | Poznań       | Limit umowny -80 kg. Main Event |
| Wygrana   | 16-5-1  | David Zawada (9-1)               | Poddanie (duszenie trójkątne rękoma)        | 1     | 1:20 | KSW 29: Reload                              | 06.12.2014 | Kraków       | Obronił pas międzynarodowego mistrza KSW w wadze półśredniej. Bonus za poddanie wieczoru.                                                                                                  |
| Wygrana   | 15-5-1  | Asłambiek Saidow (15-3)          | Poddanie (duszenie trójkątne)               | 2     | 4:27 | KSW 27: Cage Time                           | 17.05.2014 | Gdańsk/Sopot | Zdobył pas międzynarodowego mistrza KSW w wadze półśredniej. Bonus za walkę wieczoru. |
| Wygrana   | 14-5-1  | Ben Lagman (6-4)                 | TKO (prawy sierpowy)                        | 2     | 2:16 | KSW 24: Starcie Gigantów                    | 28.09.2013 | Łódź         | |
| Przegrana | 13-5-1  | Asłambiek Saidow (12-3)          | TKO (kontuzja nogi)                         | 2     | 2:06 | KSW 21: Ostateczne Wyjaśnienie              | 01.12.2012 | Warszawa     | Pojedynek o pas międzynarodowego mistrza KSW w wadze półśredniej. |
| Wygrana   | 13-4-1  | Rafał Moks (6-5)                 | Decyzja (niejednogłośna)                    | 3     | 5:00 | KSW 20: Symfonia Walki                      | 15.09.2012 | Gdańsk/Sopot | Eliminator do walki o pas międzynarodowego mistrza KSW w wadze półśredniej. Bonus za walkę wieczoru.                                                                                       |
| Wygrana   | 12-4-1  | Marcin Naruszczka (10-0)         | Decyzja (niejednogłośna)                    | 2     | 5:00 | KSW 19: Pudzianowski vs. Sapp               | 12.05.2012 | Łódź         | |
| Wygrana   | 11-4-1  | Darius Minkevicius (1-3)         | Poddanie (duszenie anakonda)                | 1     | 0:45 | XGSW: Night of Champions 3                  | 04.02.2012 | Poznań       | |
| Remis     | 10-4-1  | Peter Sobotta (8-4)              | Remis (zmiana werdyktu przez organizatora)  | 3     | 3:00 | MMA Attack 1                                | 05.11.2011 | Warszawa     | Początkowo zwyciężył Mańkowski przez niejednogłośną decyzję sędziów, jednak komisje sędziowskie po pozytywnym rozpatrzeniu protestu teamu Sobotty postanowiły zmienić werdykt na remisowy. |
| Wygrana   | 10-4    | Wiktor Sobczyk (8-3)             | Decyzja (jednogłośna)                       | 2     | 5:00 | Quest Arena 2                               | 17.04.2011 | Poznań       | |
| Przegrana | 9-4     | Niko Puhakka (18-10)             | Poddanie (duszenie anakonda)                | 2     | 3:59 | KSW 14: Dzień Sądu                          | 18.09.2010 | Łódź         | Debiut w KSW. Ćwierćfinał turnieju wagi lekkiej KSW. |
| Przegrana | 9-3     | Mariusz Abramiuk (4-1)           | Poddanie (duszenie zza pleców)              | 2     | 1:17 | Iron Fist 2                                 | 14.05.2010 | Szczecin     | |
| Przegrana | 9-2     | Majrbiek Tajsumow (8-2)          | TKO (ciosy pięściami)                       | 2     | 0:55 | M-1 Selection 2010 – Western Europe Round 1 | 05.02.2010 | Hilversum    | Ćwierćfinał eliminacji M-1 Selection 2010 w wadze lekkiej. |
| Przegrana | 9-1     | Marcin Held (4-0)                | Poddanie (dźwignia prosta na staw łokciowy) | 1     | 2:10 | MMA Challengers 2                           | 06.12.2009 | Bytom        | Finał turnieju MMA Challengers w wadze lekkiej. |
| Wygrana   | 9-0     | Marek Sikora (0-0)               | Poddanie                                    | 1     | 1:10 | MMA Challengers 2                           | 06.12.2009 | Bytom        | Półfinał turnieju MMA Challengers w wadze lekkiej. |
| Wygrana   | 8-0     | Bartosz Pietrowski (0-0)         | TKO (ciosy pięściami)                       | 1     | 2:05 | MMA Challengers 2                           | 06.12.2009 | Bytom        | Ćwierćfinał turnieju MMA Challengers w wadze lekkiej. |
| Wygrana   | 7-0     | Jimmy Lagerstrom (0-0)           | Poddanie (duszenie zza pleców)              | 1     | 3:38 | FCK – Millenium Cup 2009                    | 17.07.2009 | Kołobrzeg    | |
| Wygrana   | 6-0     | Marek Chwalibogowski (3-1)       | Decyzja (jednogłośna)                       | 2     | 5:00 | XFS: X Fights Series 3                      | 12.06.2009 | Poznań       | Finał turnieju X Fights Series w wadze półśredniej. |
| Wygrana   | 5-0     | Jordan Błoch (3-2)               | Decyzja (jednogłośna)                       | 2     | 5:00 | XFS: X Fights Series 3                      | 12.06.2009 | Poznań       | Półfinał turnieju X Fights Series w wadze półśredniej. |
| Wygrana   | 4-0     | Michał Wiśniewski (0-0)          | TKO (ciosy pięściami)                       | 1     | 2:20 | Piecobiogaz Boxing Team 3                   | 25.10.2008 | Poznań       | |
| Wygrana   | 3-0     | Gintaras Petrikas (0-1-1)        | Poddanie (duszenie zza pleców)              | 1     | 1:40 | XFS: X Fights Series 1                      | 18.10.2008 | Poznań       | |
| Wygrana   | 2-0     | Jakub Boczek (0-0)               | Decyzja (jednogłośna)                       | 2     | 5:00 | Noc Wojowników                              | 31.07.2008 | Mielno       | |
| Wygrana   | 1-0     | Tomasz Jeruszka (3-2-1)          | Decyzja (jednogłośna)                       | 2     | 5:00 | Piecobiogaz Boxing Team 2                   | 29.03.2008 | Poznań       | Debiut w zawodowym MMA |

## Lista walk w boksie
| Wynik   | Bilans | Przeciwnik (bilans przed walką) | Rozstrzygnięcie       | Runda | Czas  | Rozgrywki           | Data       | Miejsce | Uwagi                                                     |
| ------- | ------ | ------------------------------- | --------------------- | ----- | ----- | ------------------- | ---------- | ------- | --------------------------------------------------------- |
| Wygrana | 1-0    | Norman Parke (2-0)              | Decyzja (jednogłośna) | 1/1   | 15:00 | Fame 11: Fight Club | 02.10.2021 | Gliwice | Walka w rękawicach do MMA z 15 minutową rundą. Main Event |

## Inne informacje
Od 2015 roku prowadzi kanał na YouTube. W 2019 roku przygotowywał youtubera Szymona „Isamu" Kasprzyka do walki podczas gali Fame 3. W 2020 roku wystąpił gościnnie w 7 i 8 odcinku programu typu reality show „Tylko Jeden”, by przygotować do walki finałowej Tomasza Romanowskiego. W grudniu 2023 roku wydał swoją książkę pt. „Stań się Fighterem”.